# Téglalap
A téglalap egy olyan négyszög, amelynek minden szöge derékszög. Két-két szemközti oldala egyenlő hosszúságú, ezért minden téglalap egyben paralelogramma is. A négyzet a téglalap egy speciális típusa, amelynek minden oldala egyenlő.
A téglalap belső szögeinek összege 360°. Mivel a szemközti szögeinek összege 180°, ezért a téglalap egyúttal húrnégyszög is.
1. Az oldalakat az ábécé kisbetűivel szokás elnevezni: a, b.
2. Területe a két oldal szorzata:

Kerülete az oldalak hosszának összege:
Két átlója egyenlő hosszúságú, és a felezőpontjuknál metszik egymást. Az átlók hossza a Pitagorasz-tétellel számítható ki: {\displaystyle {\sqrt {a^{2}+b^{2}}}}.
Arany téglalapoknak nevezik azokat a téglalapokat, melyekre {\displaystyle {\frac {a}{b}}\,=\,{\frac {b}{a-b}}}.

## Elnevezései
- Régies magyar elnevezése téglány.
- Az oblongum elnevezés a görög ετερομηκες („eltérő hosszúságok”) szóból ered, ami Eukleidész Elemek című művében szerepel.

## Tulajdonságok
- Konvex
- Minden szöge egyenlő: derékszög
- Mindkét átlója ugyanolyan hosszú
- Az átlók felezik egymást
- Duális sokszöge rombusz
- Tükörszimmetrikus
- Paralelogramma:
  - Szemben fekvő oldalai párhuzamosak és egyenlő hosszúak
  - Középpontosan szimmetrikus

## Mértékelmélet
A mértékelmélet elterjedt felépítésében a koordinátatengelyekkel párhuzamos élű téglalapok fontos szerephez jutnak, ugyanis az ő mértéküket (területüket) definiálják először, és csak aztán terjesztik ki a fogalmat más síkidomokra.

## Parkettázások
A sík többféleképpen is parkettázható téglalapokkal:
|  |  |  |  | Halszálkaminta |

## Felosztások
Ha a téglalapot felosztják, rendszerint négyzetekre, háromszögekre vagy kisebb téglalapokra osztják fel. Ezen kívül még foglalkoztak egybevágó poliominókkal is.

32×33-as perfekt téglalap

A felosztás tökéletes (perfekt), ha véges sok darab szerepel a felosztásban, és a darabok hasonlók, de nem egybevágók. A háromszögelt téglalapban minden darabnak derékszögű háromszögnek kell lennie. Ilyen felosztást viszonylag nehéz találni: az elsőt 1925-ben fedezte fel Zbigniew Moroń. Az ő felosztásában 1, 4, 7, 8, 9, 10, 14, 15 és 18 oldalhosszú négyzetek szerepelnek.
A téglalap oldalai akkor és csak akkor összemérhetők, ha felosztható véges sok nem egybevágó négyzetre. Ez ekvivalens azzal is, hogy a darabok különböző méretű egyenlő szárú háromszögek.